# Молла-Халил
Молла-Халил — упразднённое село в Дербентском районе Дагестана. В 1970-е годы включено в состав села Нюгди.

## Географическое положение
Располагалось на правом берегу безымянной канавы, в 0,5 км к северо-востоку от центра села Нюгди, ныне северо-восточная часть последнего.

## История
Одно из исторических мест проживания армян на территории Дагестана. Впервые упоминается в 1730 году как одно из армянских сел района Мюшкюра. В 1796 году все армяне Дербента и окрестных сел, в связи с притеснением со стороны соседних народов, оставив имущество, в добровольном порядке переселилось в Кизлярский уезд, а опустевшее село заселили татары.
После окончательного присоединения Дагестана к России, аул Молла-Халиль вошел в состав Уллуского магала Южно-Табасаранского наибства. А позже в Кюринском округе Дагестанской области. В начале XX века Молла-Халиль рассматривался в качестве места переселения русского населения из центральных губерний России. В 1901 году 105 семей из Кубанской области обратились к губернатору Дагестанской области с просьбой поселиться в Молла-Халиле, их прошение было удовлетворено, переселенческий посёлок должен был быть назван Барятинским, но начальник округа отказал выделить земли. В 1902 году в ауле поселилось 4 семьи из Малороссии. В период гражданской войны русское население села бежало.
По данным на 1926 год село Молла-Халиль состояло из 29 хозяйств, в административном отношении входило в состав Нюгдинского сельсовета Дербентского района. В 1960-е годы село являлось отделением плодопитомнического совхоза «Белиджинский».

## Население
| год     | 1886 | 1895 | 1926 | 1939 | 1970 |
| ------- | ---- | ---- | ---- | ---- | ---- |
| человек | 55   | 57   | 87   | 109  | 186  |

Национальный состав
До 1796 года в селе проживали армяне. Затем татары. По переписи 1926 года в селе жили лезгины (59 %), тюрки (33 %) и персы (8 %).

## Достопримечательности
На северной окраине села Молла-Халил расположена армянская церковь Святого Григориса.